# Mistrzostwa Polski w Kajakarstwie 2003
65. Mistrzostwa Polski seniorów w kajakarstwie – odbyły się w dniach 25 - 27 lipca 2003 roku w Poznaniu. 

## Medaliści

### Mężczyźni

#### Kanadyjki
| Konkurencja | Złoto                                                                                  | Czas    | Srebro                                                                                       | Czas    | Brąz                                                                                | Czas      |
| C-1 200 m   | Andrzej Jezierski (Posnania)                                                           | 42,40   | Michał Śliwiński (Spójnia Warszawa)                                                          | 43,03   | Marcin Grzybowski (Gwarek Czechowice-Dziedzice)                                     | 44,07     |
| C-1 500 m   | Marcin Grzybowski (Gwarek Czechowice-Dziedzice)                                        | 1:52,69 | Andrzej Jezierski (Posnania)                                                                 | 1:52,98 | Roman Rynkiewicz (AZS-AWF Gorzów Wlkp.)                                             | 1:1:53,13 |
| C-1 1000 m  | Marcin Grzybowski (Gwarek Czechowice-Dziedzice)                                        | 4:00,73 | Paweł Skowroński (Cresovia Białystok)                                                        | 4:04,47 | Wojciech Tyszyński (Victoria Sztum)                                                 | 4:05,95   |
| C-2 200 m   | Daniel Jędraszko Paweł Baraszkiewicz (Posnania)                                        | 39,48   | Marek Schmidt Rafał Rogoziecki (Posnania)                                                    | 41,72   | Sebastian Zachara Tomasz Rynkiewicz (AZS-AWF Gorzów Wlkp.)                          | 42,07     |
| C-2 500 m   | Michał Śliwiński Adam Ginter (Spójnia Warszawa)                                        | 1:46.01 | Sebastian Zachara Tomasz Rynkiewicz (AZS-AWF Gorzów Wlkp.)                                   | 1:48,98 | Adrian Sieczkowski Rafał Szramka (Wel Lidzbark)                                     | 1:51:31   |
| C-2 1000 m  | Roman Rynkiewicz Łukasz Woszczyński (AZS-AWF Gorzów Wlkp.)                             | 3:40,81 | Sebastian Zachara Tomasz Rynkiewicz (AZS-AWF Gorzów Wlkp.)                                   | 3:43,34 | Michał Śliwiński Adam Ginter (Spójnia Warszawa)                                     | 3:43,45   |
| C-4 200 m   | Posnania Daniel Jędraszko Paweł Baraszkiewicz Andrzej Jezierski Grzegorz Pachowicz     | 36,83   | AZS-AWF Gorzów Wlkp. Tomasz Rynkiewicz Roman Rynkiewicz Sebastian Zachara Łukasz Woszczyński | 37,72   | Posnania Marek Schmidt Rafał Rogoziecki Mikołaj Węckowski Radosław Sikorski         | 39,64     |
| C-4 500 m   | AZS-AWF Gorzów Wlkp. Roman Rynkiewicz Tomasz Rynkiewicz Łukasz Gros Łukasz Woszczyński | 1:43,30 | Posnania                                                                                     | 1:47,57 | OKS Olsztyn                                                                         | 1:49,27   |
| C-4 1000 m  | Posnania Paweł Baraszkiewicz Daniel Jędraszko Andrzej Jezierski Szymon Cybal           | 3:27,16 | AZS-AWF Gorzów Wlkp. Roman Rynkiewicz Tomasz Rynkiewicz Ireneusz Szpynda Łukasz Woszczyński  | 3:29,56 | AZS-AWF Gorzów Wlkp. Dariusz Cichocki Łukasz Gros Sebastian Zachara Jakub Koszowski | 3:37,41   |

#### Kajaki
| Konkurencja | Złoto                                                                             | Czas    | Srebro                                                                            | Czas    | Brąz                                                                                | Czas    |
| K-1 200 m   | Tomasz Mendelski (OKS Olsztyn)                                                    | 37,66   | Tomasz Górski (OKS Olsztyn)                                                       | 38,69   | Sylwester Pawlak (Włókniarz Chełmża)                                                | 38,72   |
| K-1 500 m   | Marek Twardowski (Sparta Augustów)                                                | 1:43,27 | Przemysław Gawrych (Posnania)                                                     | 1:43,91 | Dariusz Oborski (Warta Poznań)                                                      | 1:44,32 |
| K-1 1000 m  | Dariusz Białkowski (Astoria Bydgoszcz)                                            | 3:36,08 | Krzysztof Łuczak (Posnania)                                                       | 3:37,45 | Dariusz Oborski (Warta Poznań)                                                      | 3:38,93 |
| K-2 200 m   | Adam Wysocki Marek Twardowski (Sparta Augustów)                                   | 34,23   | Maciej Majchrzak Tomasz Żądło (UKS Świerklaniec)                                  | 34,77   | Tomasz Mendelski Tomasz Górski (OKS Olsztyn)                                        | 34,96   |
| K-2 500 m   | Marek Twardowski Adam Wysocki (Sparta Augustów)                                   | 1:31,55 | Tomasz Mendelski Adam Seroczyński (OKS Olsztyn)                                   | 1:32,44 | Sylwester Pawlak Paweł Baumann (Zawisza Bydgoszcz)                                  | 1:33,29 |
| K-2 1000 m  | Adam Wysocki Marek Twardowski (Sparta Augustów)                                   | 3:17,60 | Rafał Głażewski Tomasz Nowak (MKKS Gorzów Wlkp.)                                  | 3:19,32 | Łukasz Szałkowski Paweł Baumann (Posnania)                                          | 3:24,65 |
| K-4 200 m   | Sparta Augustów Marek Twardowski Andrzej Markiewicz Wojciech Walulik Adam Wysocki | 34,23   | Zawisza Bydgoszcz Mariusz Słowiński Robert Smełsz Dariusz Mikolcz Piotr Olszewski | 33,63   | WTW Warszawa Maciej Zawadzki Dominik Łęczewski Maciej Sobczyk Krzysztof Kozakiewicz | 34,26   |
| K-4 500 m   | Sparta Augustów Marek Twardowski Adam Wysocki Emil Hrynko Adam Milejczyk          | 1:25,37 | Posnania Łukasz Szałkowski Dawid Wardowicz Przemysław Gawrych Krzysztof Łuczak    | 1:25,70 | Zawisza Bydgoszcz Sylwester Pawlak Paweł Baumann Robert Smełsz Mariusz Słowiński    | 1:26,13 |
| K-4 1000 m  | Posnania Łukasz Szałkowski Paweł Baumann Przemysław Gawrych Krzysztof Łuczak      | 3:02,57 | OKS Olsztyn Adam Seroczyński Tomasz Mendelski Tomasz Górski Przemysław Olszyński  | 3:06,27 | Włókniarz Chełmża Mariusz Kujawski Rafał Ćwikliński Tomasz Szwed Sylwester Pawlak   | 3:06,33 |

### Kobiety

#### Kajaki
| Konkurencja | Złoto                                                                                      | Czas    | Srebro                                                                      | Czas    | Brąz                                                                      | Czas      |
| K-1 200 m   | Dorota Kuczkowska (Spójnia Warszawa)                                                       | 42,78   | Aneta Pastuszka (Posnania)                                                  | 43,05   | Elżbieta Urbańczyk (Posnania)                                             | 43,38     |
| K-1 500 m   | Dorota Kuczkowska (Spójnia Warszawa)                                                       | 1:52,31 | Aneta Pastuszka (Posnania)                                                  | 1:53,47 | Elżbieta Urbańczyk (Posnania)                                             | 1:59,34   |
| K-1 1000 m  | Elżbieta Urbańczyk (Posnania)                                                              | 3:58,62 | Joanna Skowroń (MKKS Gorzów Wlkp.)                                          | 3:39,68 | Iwona Pyżalska (Feniks Lublin)                                            | 4:00,04   |
| K-2 200 m   | Beata Sokołowska Joanna Skowroń (MKKS Gorzów Wlkp.)                                        | 40,58   | Ewelina Kozak Małgorzata Czajczyńska (MKKS Gorzów Wlkp.)                    | 41,82   | Monika Borowicz Aneta Białkowska (Posnania)                               | 41,99     |
| K-2 500 m   | Aneta Pastuszka Aneta Białkowska (Posnania)                                                | 1:44,76 | Beata Sokołowska Joanna Skowroń (MKKS Gorzów Wlkp.)                         | 1:45,10 | Małgorzata Czajczyńska Aleksandra Studzińska (MKKS Gorzów Wlkp.)          | 1:48,45   |
| K-2 1000 m  | Karolina Sadalska Małgorzata Czajczyńska (MKKS Gorzów Wlkp.)                               | 3:44,71 | Aneta Białkowska Iwona Pyżalska (Posnania)                                  | 3:47,05 | Beata Mikołajczyk Marta Bona (Łączność Bydgoszcz)                         | 3:3:47,98 |
| K-4 200 m   | MKKS Gorzów Wlkp. Joanna Skowroń Beata Sokołowska Karolina Sadalska Małgorzata Czajczyńska | 37,54   | Posnania Iwona Pyżalska Aneta Białkowska Elżbieta Urbańczyk Aneta Pastuszka | 37,81   | Warta Poznań Aneta Szulc Ewelina Wojnarowska Ewa Bresińska Anna Ciszewska | 41,46     |
| K-4 500 m   | Posnania Małgorzata Chojnacka Iwona Pyżalska Aneta Pastuszka Aneta Białkowska              |         |                                                                             |         |                                                                           |           |
| K-4 1000 m  | Posnania Małgorzata Chojnacka Edyta Kuczyk Alicja Suchecka Monika Borowicz                 | 1:36,46 | Warta Poznań Aneta Szulc Ewelina Wojnarowska Ewa Bresińska Agata Wesołek    | 3:41,03 | WTW Warszawa Aneta Andziak Marzena Andziak Paulina Zając Krystyna Nowacka | 3:46,10   |